# Малік Тілльман
Малік Тілльман (англ. Malik Tillman, нім. Malik Tillman; нар. 28 травня 2002, Нюрнберг) — німецький та американський футболіст, півзахисник і нападник німецького клубу Баєр 04 та національної збірної США. Виступав також за клуби «Баварія», «Рейнджерс» та ПСВ. Чемпіон Німеччини, чемпіон Нідерландів, володар Суперкубка УЄФА.

## Клубна кар'єра
Малік Тілльман народився 2002 року в німецькому місті Нюрнберзі у змішаній німецько-американській сім'ї. Розпочав займатися футболом у юнацьких командах німецьких «Цирндорф» і «Гройтер», пізніше перейшов до академії мюнхенського клубу «Баварія». У дорослому футболі дебютував 2019 року виступами за другу команду «Баварії», а з 2021 року розпочав грати в головній команді клубу «Баварія». Проте до основного складу молодий футболіст не пробився, і у 2022 році керівництво клубу відправило Тілльмана в річну оренду до шотландського клубу «Рейнджерс». Після закінчення терміну оренди німецько-американський футболіст перейшов до нідерландського клубу ПСВ приєднався 2023 року. Станом на 11 вересня 2024 року відіграв за команду з Ейндговена 33 матчі в національному чемпіонаті.

## Виступи за збірні
Малік Тілльман має як німецьке, так і американське громадянство, і спочатку вибрав виступи на міжнародному рівні за США, дебютувавши 2016 року у складі юнацької збірної США, проте пізніше ще в цьому ж році він розпочав виступи за юнацькі збірні Німеччини, а у 2021—2022 роках грав у складі молодіжної збірної Німеччини. Проте у 2022 році Тілльман знову вирішив грати на міжнародному рівні за США, і 2022 року дебютував у складі національної збірної США. У складі американської збірної футболіст був учасником розіграшу Кубка Америки 2024 року у США. Станом на жовтень 2024 року зіграв у складі першої збірної США 16 матчів, у яких забитими м'ячами не відзначився.

## Титули і досягнення
- Чемпіон Німеччини (1):

«Баварія»: 2021–2022
- Чемпіон Нідерландів (2):

ПСВ: 2023–2024, 2024–2025
- Володар Суперкубка УЄФА (1):

«Баварія»: 2020
Особисті
- Команда місяця Ередивізі: травень 2025[1]